# Alchemy: Dire Straits Live
Alchemy: Dire Straits Live je koncertní album britské rockové skupiny Dire Straits vydané v roce 1984 a nahrané v roce 1983. Bylo vydáno dvěma nakladatelstvími - Vertigo Records jej vydalo mezinárodně, a Warner Bros. Records v USA. Obálku alba vytvořil Brett Whiteley. Předěláno do CD verze a následně znovu vydáno bylo album 8. srpna 2001.

## Nahrávání
Alchemy: Dire Straits Live bylo nahráno živě v Hammersmith Odeon v Londýně ve dnech 22. - 23. července 1983 během posledních dvou koncertů osmiměsíčního turné Dire Straits Love Over Gold Tour, které propagovalo jejich album Love Over Gold. Koncerty zaznamenal Mike McKenna pomocí Rolling Stones Mobile Studia. Záznamovým inženýrem byl Nigel Walker. Nahrávky byly seskupeny v AIR Studios v Londýně v listopadu 1983.

## Seznam skladeb

### LP
Strana jedna
| Pořadí | Název                        | Délka |
| ------ | ---------------------------- | ----- |
| 1.     | Once upon a Time in the West | 13:01 |
| 2.     | Romeo and Juliet             | 8:22  |

Strana dva
| Pořadí | Název                  | Délka |
| ------ | ---------------------- | ----- |
| 1.     | Expresso Love          | 5:41  |
| 2.     | Private Investigations | 7:40  |
| 3.     | Sultans of Swing       | 10:48 |

Strana tři
| Pořadí | Název                                                                                         | Délka |
| ------ | --------------------------------------------------------------------------------------------- | ----- |
| 1.     | Two Young Lovers                                                                              | 4:51  |
| 2.     | Tunnel of Love (Výňatek z "The Carousel Waltz" by Richarda Rodgerse a Oscara Hammersteina II) | 14:38 |

Strana čtyři
| Pořadí | Název                                | Délka |
| ------ | ------------------------------------ | ----- |
| 1.     | Telegraph Road                       |       |
| 2.     | Solid Rock                           |       |
| 3.     | Going Home – Theme from 'Local Hero' |       |

### CD
CD 1
| Pořadí | Název                        | Délka |
| ------ | ---------------------------- | ----- |
| 1.     | Once upon a Time in the West | 13:01 |
| 2.     | Expresso Love                | 5:45  |
| 3.     | Romeo and Juliet             | 8:17  |
| 4.     | Love Over Gold               | 3:27  |
| 5.     | Private Investigations       | 7:34  |
| 6.     | Sultans of Swing             | 10:54 |

CD 2
| Pořadí | Název                                | Délka |
| ------ | ------------------------------------ | ----- |
| 1.     | Two Young Lovers                     | 4:49  |
| 2.     | Tunnel of Love                       | 14:29 |
| 3.     | Telegraph Road                       | 13:37 |
| 4.     | Solid Rock                           | 6:01  |
| 5.     | Going Home – Theme from 'Local Hero' | 6:05  |

## Obsazení
Dire Straits
- Mark Knopfler – kytara, zpěv
- John Illsley – basová kytara, zpěv
- Alan Clark – klávesové nástroje
- Hall Lindes – kytara
- Terry Williams – bicí

Hosté
- Mel Collins – saxofon
- Tommy Mandel – klávesy
- Joop de Korte – bicí